# Viaduc de Chamborigaud
Der Viaduc de Chamborigaud ist eine eingleisige Eisenbahnbrücke an der Grenze der Gemeinden Chamborigaud und  Chambon im Département Gard in Frankreich. Sie besteht aus 29 gemauerten Bögen und überspannt in einer Kurve das Tal der Luech. Die Brücke steht unter Denkmalschutz; sie zählt zu den Monuments historiques und ist eine regionale Touristenattraktion.

## Beschreibung
Der Viadukt ist Teil der Bahnstrecke von Saint-Germain-des-Fossés nach Nîmes. Er liegt bei Kilometer 646,108 zwischen den Bahnhöfen Chamborigaud und Génolhac im Gebiet der Cevennen. Die Strecke wird in diesem Abschnitt auch als Cevennenbahn bezeichnet. Ihre Streckenführung ist geprägt durch eine große Zahl an Kunstbauten und sie gilt als landschaftlich besonders schön.
12 Bögen im nördlichen Teil haben eine Weite von 14 m und 17 Bögen im Süden eine Öffnungsweite von 8 m. Die Länge des Viadukts beträgt 384 m und die größte Höhe 46,3 m. Die Brücke liegt in einer Kurve, wobei der Krümmungsradius im Nordteil 240 m und im Südteil 200 m beträgt. Die Kurve beschreibt im Tal nahezu einen Halbkreis, wobei die Strecke vom nördlichen auf den südlichen Talhang überwechselt, um dann in Chamborigaud in einem Seitental der Luech wieder an Höhe zu gewinnen.

## Baugeschichte
Der Viadukt wurde von 1865 bis 1867 gebaut. Der Entwurf stammt von dem Bauingenieur Charles Dombre (1814–1887). Eine erste Planung, die eine kürzere, direkte Linienführung bei der Überbrückung des Tals vorsah, wurde wegen höherer Kosten verworfen.

## Galerie

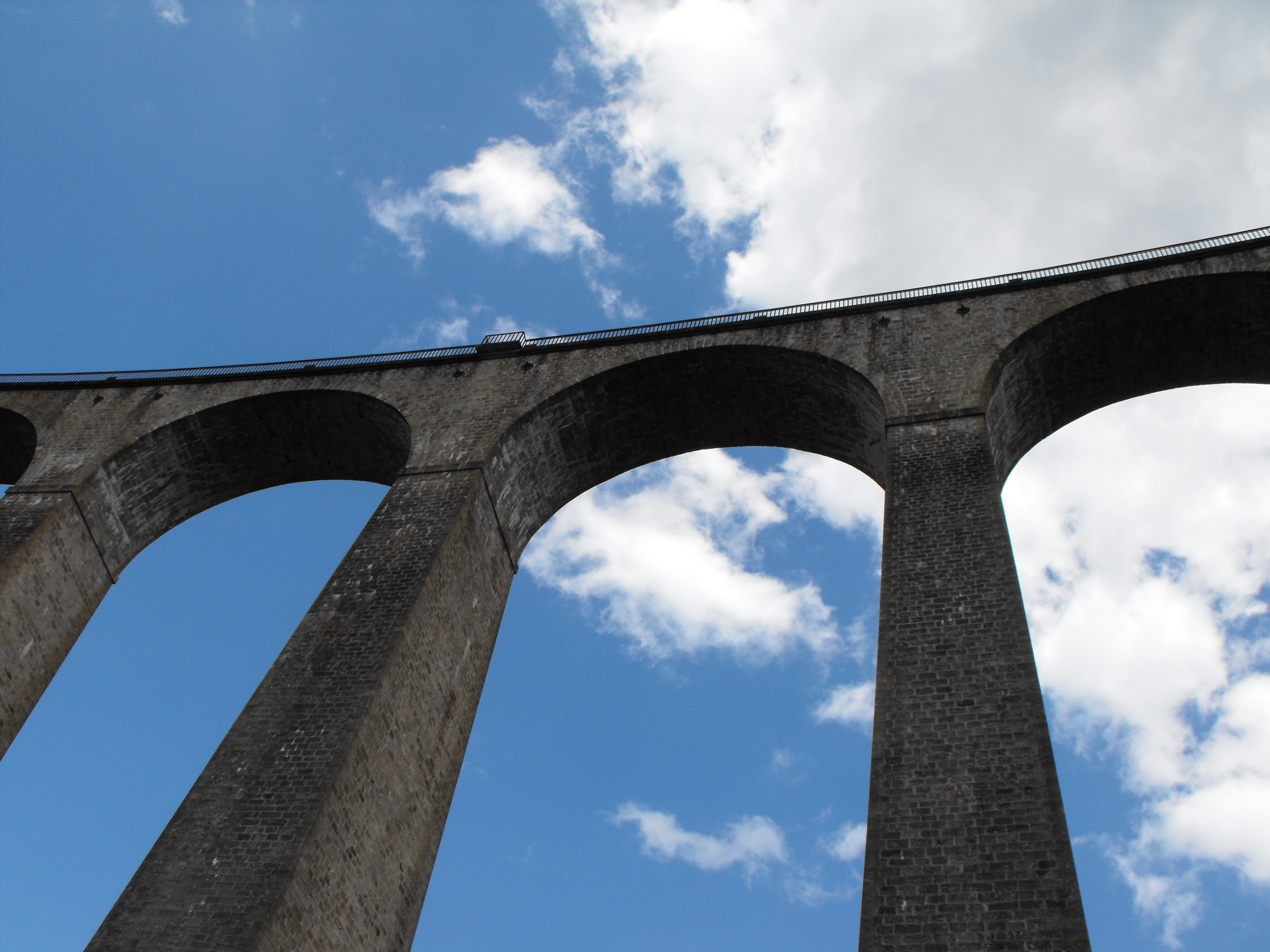
Blick von unten
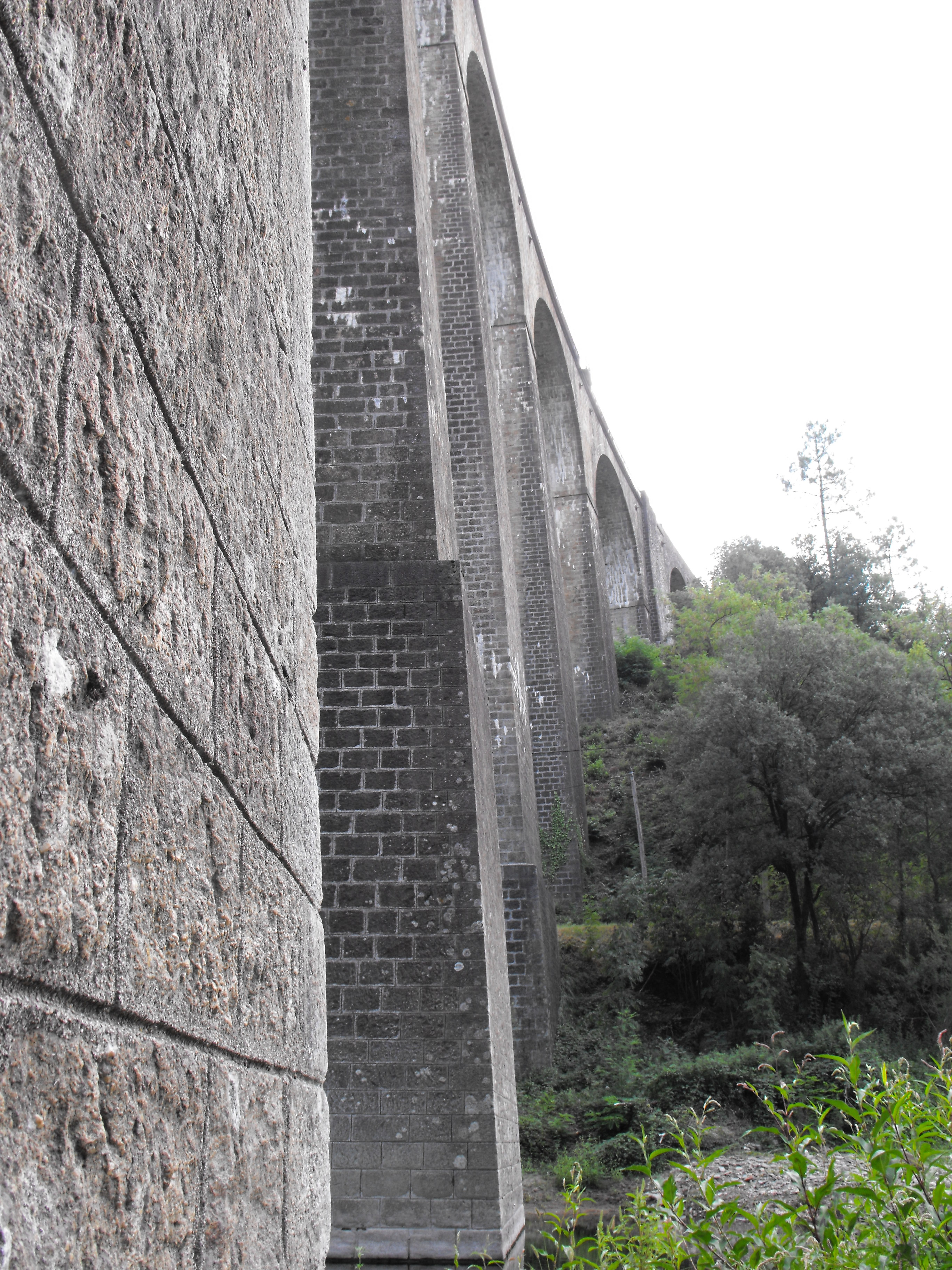
Pfeiler der Brücke
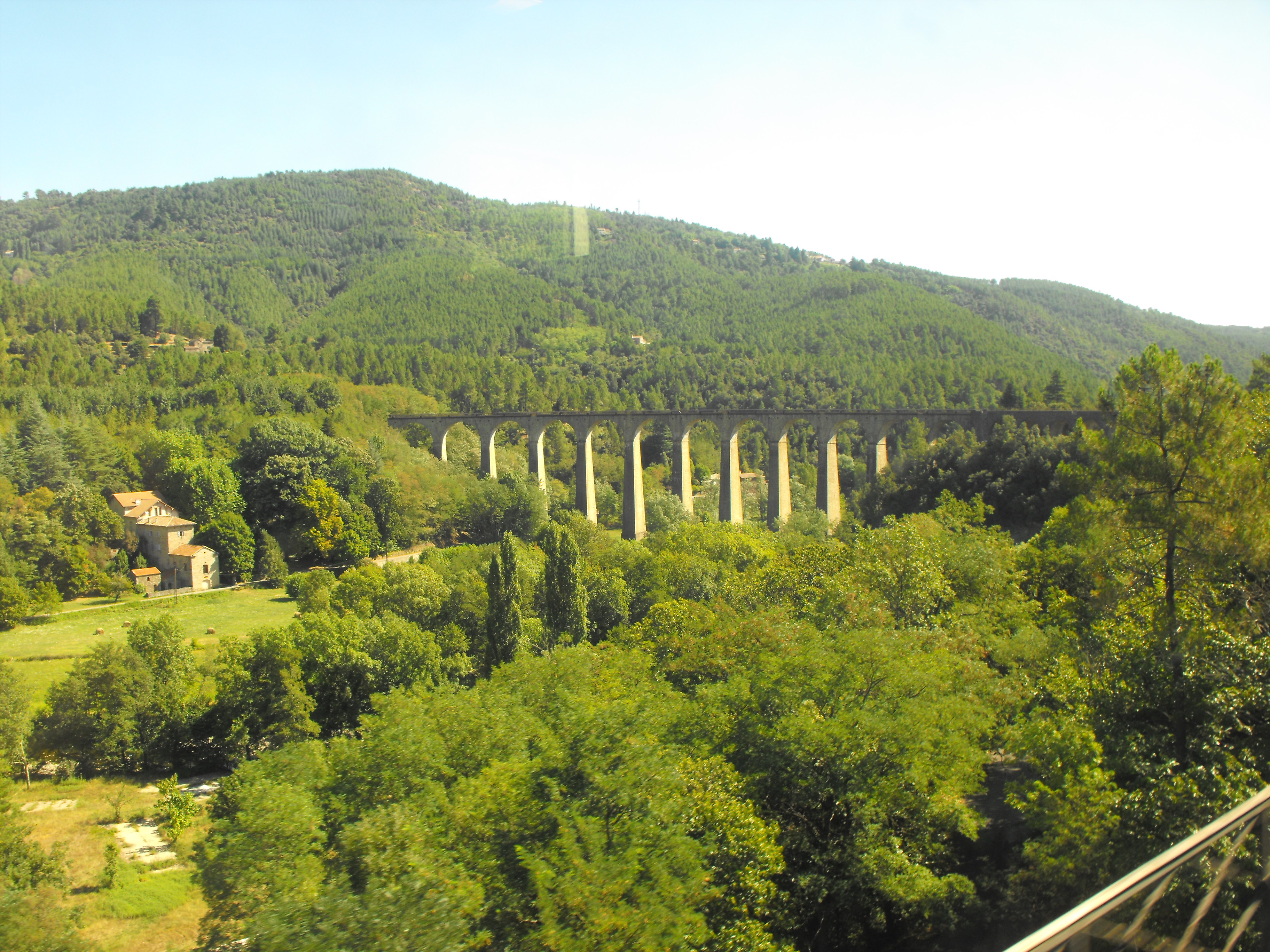
Blick über das Tal Richtung Norden
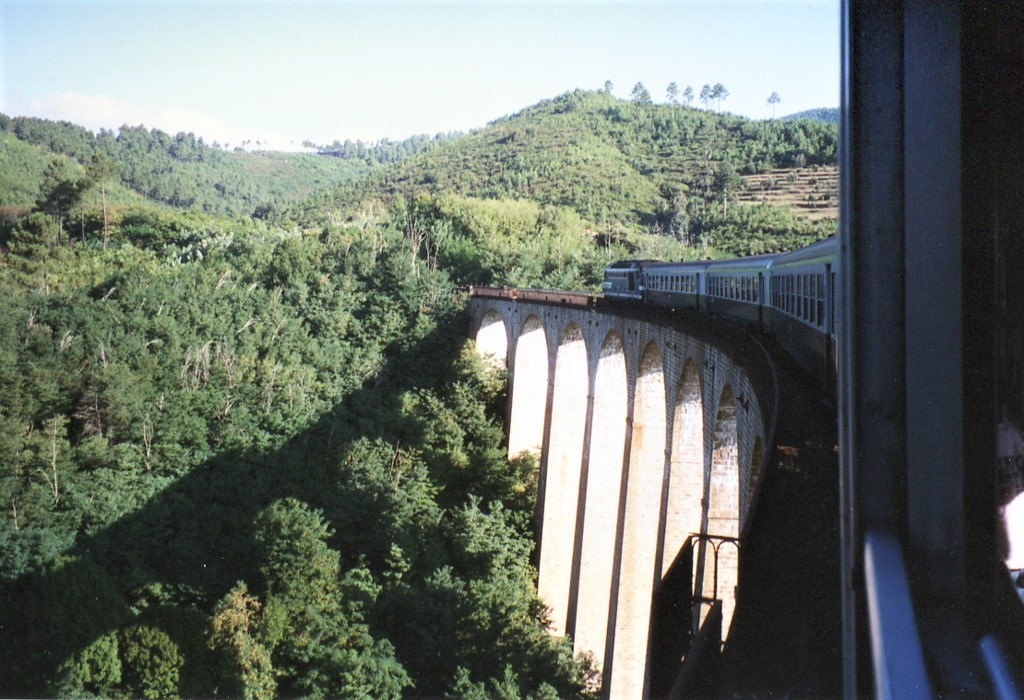
Fahrt über den Viadukt